# 瑞典廣播電台氣泡台
瑞典廣播電台氣泡台（瑞典語：SR Bubbel）是瑞典廣播電台一條已經不復存在的電台頻道，主要播放各類適合兒童收聽的節目。這條頻道於2007年春天正式開播，並只能透過網絡方式收聽，而居住在梅拉倫湖谷地、哥德堡、馬爾默和呂勒奧的民眾則可以另行透過數碼聲音廣播接收訊號。